# Демократска заједница Хрвата
Демократска заједница Хрвата (скраћено ДЗХ) је политичка странка у Србији која представља хрватску етничку мањину у Војводини. Сепаратистичка је странка која се залаже за одвајање Војводине од Србије.
Основана је 25. јула 2007. године, а седиште странке је у улица Аге Мамужића 5 у Суботици. Хронолошки, ДЗХ је била четврта странка Хрвата из Србије и трећа која је настала из незадовољних фракција Демократског савеза Хрвата у Војводини. Председник странке је Ђорђе Човић (од 9. новембра 2007).